# Linha de Leixões

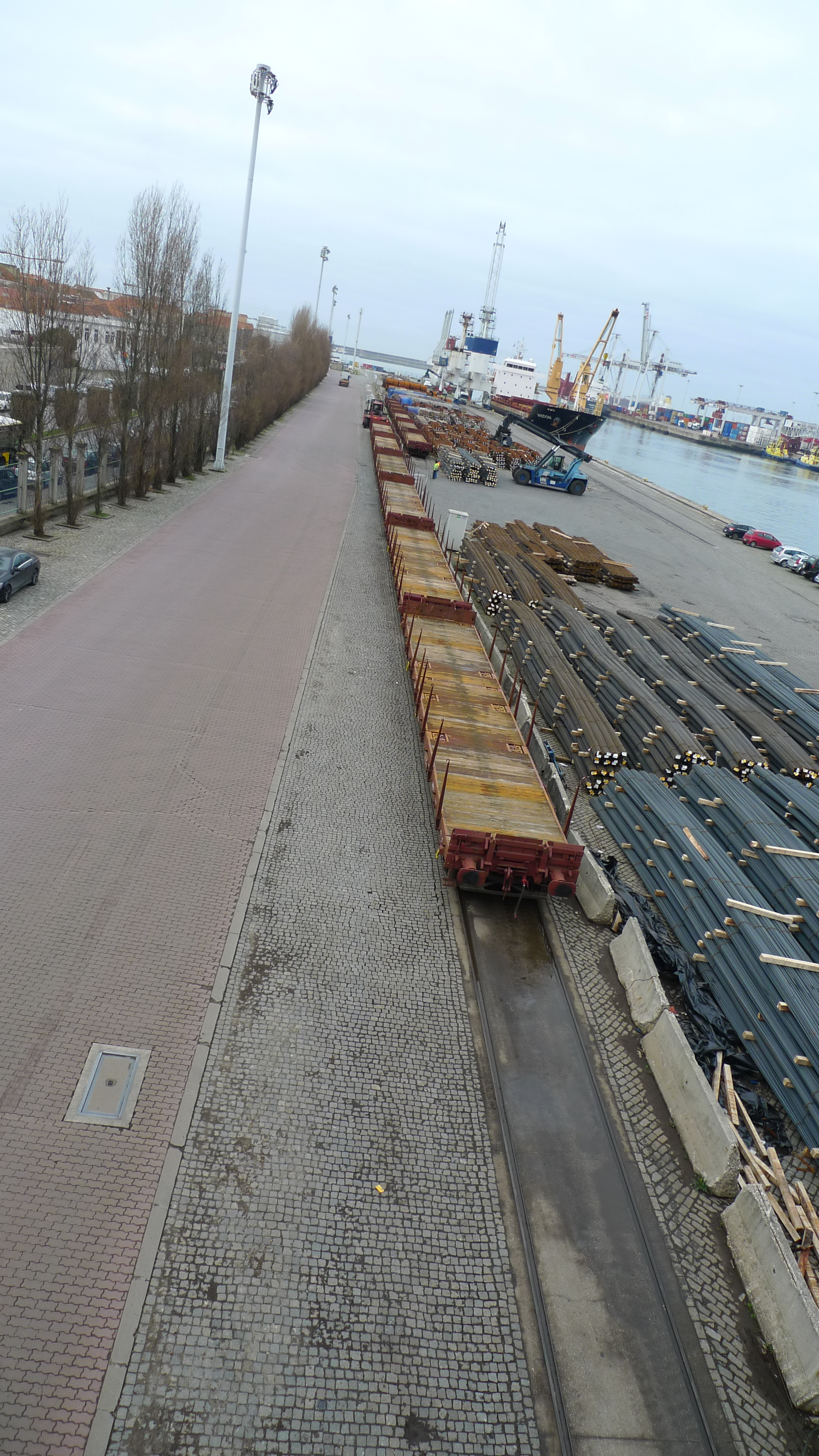
Via férrea no Porto de Leixões, terminal desta linha (fotografia tomada em 2016).

A Linha de Leixões, também conhecida como Linha de Cintura do Porto, Linha de Circunvalação do Porto, ou Linha de Circunvalação de Leixões, é uma ligação ferroviária entre o Porto de Leixões e a estação de Contumil, na Linha do Minho, em Portugal. Esta linha, com cerca de 19 km de extensão, foi inaugurada em 1938, e electrificada em 1998. Construída e utilizada principalmente para escoar mercadorias do Porto de Leixões, tem tido algum serviço de passageiros, nomeadamente até 1987, de novo em 2009-2011 e novamente desde 2025.

## Caracterização
A Linha de Leixões serve principalmente para o transporte de mercadorias, estando para isso ligado ao Porto de Leixões e a alguns ramais particulares. Também funciona como ponto de acesso para as oficinas na região Norte. Entre as estações de Contumil e São Gemil, tem uma das pendentes mais acentuadas da rede portuguesa.[carece de fontes?]

### Tráfego de mercadorias
Saem da Estação Ferroviária de Leixões comboios TECO (Transporte Expresso de Contentores) com destino a Espanha, cuja urgência é superior ao dos convencionais comboios de mercadorias. Do Porto de Leixões saem também comboios de estilha, cimento, cereais, contentores, etc. É vulgar observarem-se comboios da extensão máxima permitida nas ferroviárias portuguesas serpenteando junto ao Rio Leça. De Leixões a Campanhã só uma ou duas vezes se consegue avistar a sua cauda — o seu comprimento é de 500 m e em condições especiais poderá ir até aos 700 m.

### Tráfego de passageiros
A Linha de Leixões também teve serviços de passageiros, em 1938-1985 e em 2009-2011. Este último ligava Ermesinde a Leça do Balio, sendo representado a roxo nos diagramas dos serviços USGP. O serviço tinha frequências de 30 a 60 min., cada circuito demorando 16 min.; era assegurado por automotoras da série 2240.

### Estações
As estações de São Gemil, São Mamede de Infesta, e Leça do Balio estão decoradas com painéis de azulejos polícromos de temática campestre, produzidas pelas oficinas de Leopoldo Battistini, director artístico da Fábrica de Constância, em Lisboa.

## História

### Antecedentes
Antes da construção do Porto de Leixões, o tráfego de mercadorias por via marítima para a cidade do Porto era feita nas margens do Rio Douro, mas a passagem pela barra do Douro era considerada difícil e perigosa, e apenas podia ser totalmente aberta cerca de dois meses por ano. Assim, surgiu a necessidade de construir uma nova interface portuária, de forma a servir melhor a região. Por outro lado, já desde meados do século XIX que o governo espanhol estava a planear a construção de um caminho de ferro entre o Porto e a Galiza, de forma a potenciar o porto de Vigo como a grande interface portuária de todo o Noroeste da Península Ibérica, incluindo a região Norte de Portugal. Esta questão era considerada de grande importância pelo governo, como se comprovou por uma carta enviada pelo rei D. Pedro V ao ministro das Obras Públicas, Carlos Bento da Silva, em 26 de Dezembro de 1858, e na qual expunha o seu receio que o porto de Vigo fosse retirar importância até ao Porto de Lisboa, desviando assim o tráfego de passageiros e mercadorias para fora da fronteira portuguesa, o que traria efeitos muito negativos à economia nacional. A melhor solução para evitar a concorrência dos portos espanhóis na região Norte seria a construção de uma grande interface portuária, mas havia problemas em escolher a sua localização: os portos naturais não eram muito úteis, enquanto que a barra do Rio Douro tinha grandes problemas de navegação, pelo que defendeu a construção de um porto artificial sobre a costa na zona de Leixões, que seria ligado à cidade do Porto por uma via férrea, de preferência, ou por um canal.
Assim, nesse período iniciou-se o planeamento para uma nova interface portuária na zona de Leixões, junto à foz do Rio Leça. Em 1877, a ideia de construir um canal de ligação a Leixões foi retomada quando o Sindicato Portuense apresentou uma proposta entre a futura zona portuária e a rede ferroviária do Minho e Douro, cujo lanço entre o Porto e Braga tinha já sido inaugurado em 1875. Este empreendimento, que deveria ter sido planeado e realizado pelo engenheiro escocês James Abernethy, foi autorizado por um despacho ministerial de 22 de Outubro de 1887, mas nunca chegou a ser concretizado. As obras do porto começaram em 1883, tendo a primeira ligação ferroviária sido um caminho de ferro de via estreita até às Pedreiras de São Gens, para transportar as pedras necessárias à construção dos molhes. O Porto de Leixões entrou ao serviço em Outubro de 1892, enquanto que o Ramal de Matosinhos foi inaugurado em 6 de Maio de 1893.

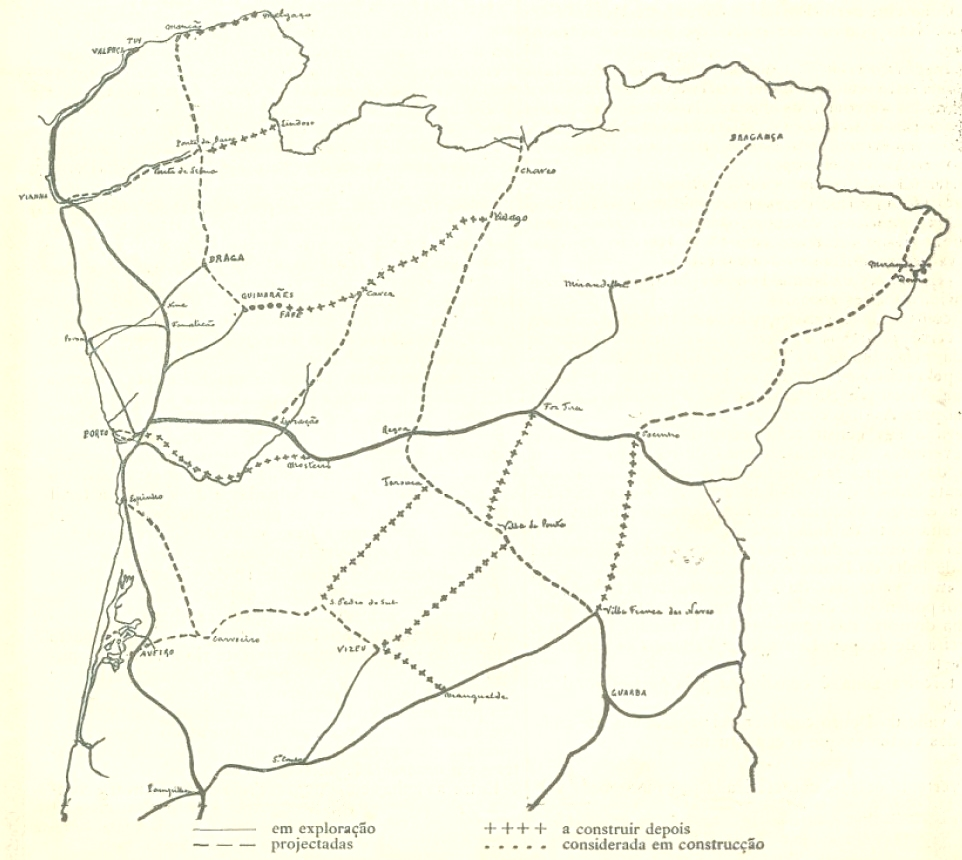
Mapa do Plano da Rede Ferroviária Complementar ao Norte do Mondego, incluindo o projecto da linha para Leixões.

### Planeamento
Entretanto, foi criada uma comissão para planear a construção do porto e realizar obras de melhoramento na barra do Rio Douro, que apresentou duas hipóteses para a futura ligação ferroviária; uma das propostas consistia na continuação do Ramal da Alfândega, inaugurado em 20 de Novembro de 1888, até Leixões, enquanto que a outra hipótese seria construir, de raiz, um ramal a partir da Estação de Ermesinde. Em termos técnicos, a segunda opção era a melhor, porque não só permitiria uma ligação directa às Linhas do Douro e Minho, como evitaria a passagem de uma linha pela cidade do Porto. No entanto, a Associação Comercial do Porto apoiou a continuação do Ramal da Alfândega, receando que a ligação a Ermesinde retirasse algum do protagonismo económico ao Porto. Esta preferência era explicada pelo facto do maior produto da Associação Comercial ser o vinho, que era transportado por baixo ao longo do Rio Douro, motivo pelo qual receavam pela queda no movimento das docas no rio. Assim, chegou-se a projectar o troço entre a Estação Ferroviária de Porto-Alfândega e Leixões, mas este empreendimento foi cancelado devido aos enormes custos envolvidos na sua construção, especialmente em expropriações e na instalação dos túneis. O Sindicato Portuense também tinha construído a linha até Salamanca por Barca de Alva, que tinha como objectivo facilitar o transporte de mercadorias desde a zona de Salamanca até ao Porto de Leixões, mas esta linha revelou-se um fracasso desde a sua abertura, em 1887, levando à falência do Sindicato.
Em 1889, a gestão comercial do Porto de Leixões passou para a recém-criada Companhia das Docas do Porto e dos Caminhos de Ferro Peninsulares; esta empresa, criada a partir da liquidação do Sindicato Portuense, deveria ser responsável, entre outros projectos, pela construção da linha entre a Alfândega do Porto e Leixões. No entanto, devido à instabilidade política e à crise financeira de 1891, não foi capaz de concretizar este empreendimento. Este processo foi duramente criticado pela Associação Comercial do Porto, que por várias vezes responsabilizou a Companhia das Docas pelos vários atrasos na construção da linha até Leixões, embora este atraso também possa ser apontado à Associação Comercial, pela sua hesitação em tomar decisões. Em 1897, o engenheiro Justino Teixeira elaborou um novo projecto para esta ligação, que, embora tivesse sido aprovado pelo Conselho Superior de Obras Públicas, o considerou demasiado dispendioso. Justino Teixeira submeteu, então, uma segunda proposta, com o nome de Linha de Circunvalação, que saía de um ponto da Linha do Minho entre as Estações de Campanhã e Rio Tinto, rodeava a cidade do Porto, e entroncava no Ramal de Matosinhos, seguindo o mesmo traçado ate Leixões. Este projecto logrou satisfazer ambas as condições impostas anteriormente, uma vez que não retirava relevância económica ao Porto, e estabelecia uma ligação eficaz com as Linhas do Douro e Minho. Um outro projecto, elaborado pela comissão técnica que tinha sido responsável pelo Plano da Rede Complementar ao Norte do Mondego, partia da Alfândega do Porto ou do quilómetro 2,5 da Linha do Minho, passava pela Senhora da Hora, e seguia até Leixões. O início na Linha do Minho foi recomendado pela mesma comissão, uma vez que se evitaria a passagem do tráfego de mercadorias pelo centro da cidade do Porto, e poder-se-ia construir, na zona de Contumil, uma grande estação de triagem. Este projecto substituiu o antigo, que fazia a linha sair de Ermesinde. Esta linha iria ter uma grande importância, porque não só iria servir o movimento de mercadorias com o Porto de Leixões, mas também iria ser utilizada como eixo suburbano para transporte de passageiros. A futura estação de triagem e bifurcação em Contumil também seria muito útil, pois permitiria a deslocação de certas funções técnicas, como manutenção, resguardo e triagem do material circulante, que eram então principalmente feitas em Ermesinde e Campanhã, locais onde faltavam condições para executar estas tarefas de forma eficiente.
Segundo proposta apresentada pelo engenheiro Fernando Sousa e aprovada a 2 de Outubro de 1900, ficou decidido que se mandasse fazer um estudo para a futura Linha da Circunvalação de Leixões, criando-se simultaneamente naquela bifurcação uma estação de depósito, classificação e triagem de mercadorias, que muito desafogaria a Estação de Campanhã, já então insuficiente para este serviço, evitando-se também as complicações para o trânsito no centro da cidade. Esta proposta foi superiormente decidida em Julho de 1902, já que se apresentava como sendo a solução mais rentável, podendo servir o Porto de Leixões, para o transporte de passageiros, e promovendo ao mesmo tempo a expansão da grande cidade para a zona portuária.
Assim, o Conselho de Administração dos Caminhos de Ferro do Estado ordenou que fosse elaborado um projecto para este caminho de ferro, denominado de Linha da Cintura do Porto ou Linha de Circunvalação do Porto, e a correspondente estação de entroncamento em Contumil. A Associação Comercial continuou a defender a continuação do Ramal da Alfândega até Leixões, apontando que poderia ser criado um grande entreposto de mercadorias na zona do Ouro, e criticando a extensão e os enormes desníveis do traçado por Contumil; em resposta, o Conselho Superior argumentou que o excesso de traçado poderia ser compensado nas tarifas. Em Abril de 1902, a Associação Comercial propôs assumir totalmente as despesas de construção da linha a partir da Alfândega, caso a Companhia das Docas não o pudesse fazer; no entanto, nesta altura, já se tinham levantado outros opositores a este projecto, devido principalmente ao facto daquela zona já ser eficazmente servida por eléctricos, e a receios que construção de uma linha prejudicasse a estética das praias junto à Foz do Douro. Para resolver estes problemas, a Associação pediu um novo projecto, afastando o traçado da costa, mas continuando a possuir um entreposto no Ouro. Este novo plano foi rejeitado pelo Conselho Superior de Obras Públicas, por ser tecnicamente absurdo e porque seria muito caro de construir.

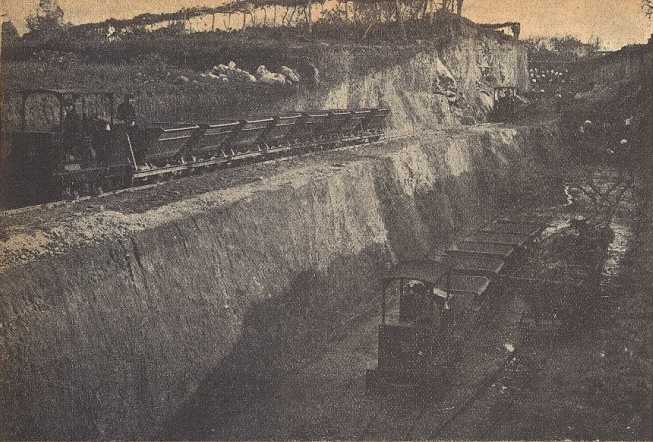
Execução de terraplanagens, durante a construção da Linha de Leixões.

### Construção e inauguração
Em 1 de Julho de 1903, o Ministério das Obras Públicas, Comércio e Indústria ordenou que se iniciasse a construção de várias linhas férreas da rede do estado, incluindo a Linha de Circunvalação do Porto, e que fosse assinado um contracto com a Associação Comercial do Porto para a continuação do Ramal da Alfândega até Leixões. A construção da Linha de Circunvalação seria custeada pelo Fundo Especial de Caminhos de Ferro. Em 10 de Setembro desse ano, o Ministro das Obras Públicas, o Conde de Paçô-Vieira, ordenou que fosse construída a estação de Contumil, seguindo o projecto e correspondente orçamento aprovados por uma portaria de 16 de Maio.
Em 28 de Setembro de 1904, vários empresários da região do Minho enviaram uma representação ao governo, onde pediram que fosse rapidamente construída a Linha de Circunvalação, e rejeitaram as instâncias da Associação Comercial do Porto, para que fosse prolongado o ramal da Alfândega em vez de se construir a linha a partir de Contumil. Esta representação alegava que a estação da Alfândega não tinha espaço suficiente para o movimento que isto iria causar, em conjunto com os inconvenientes que o tráfego de mercadorias iria provocar na cidade do Porto, enquanto que a Linha de Circunvalação iria facilitar as importações de carvão, matérias-primas, máquinas e outras mercadorias com destino às fábricas do Minho, e seria de construção muito menos dispendiosa.
A linha foi aprovada em 4 de Julho de 1905, mas a primeira empreitada apenas foi adjudicada em 25 de Setembro de 1915. As obras começaram em 1921, mas foram várias vezes interrompidas até 1926. Em 1927, as linhas do estado foram arrendadas à Companhia dos Caminhos de Ferro Portugueses. O decreto n.º 20:618, de 4 de Dezembro de 1931, reforçou o Fundo Especial de Caminhos de Ferro, de forma a estimular a construção das linhas estatais, incluindo a de Cintura do Porto. As obras da linha foram retomadas ainda nesse ano. O jornalista José Fernando de Sousa, num artigo publicado na Gazeta dos Caminhos de Ferro de 1 de Janeiro de 1932, criticou o método utilizado na construção da linha, alvitrando que, se tivesse sido construída no modo americano, ou seja, sem se instalarem as estações intermédias nem a de Leixões, a via férrea teria chegado muito mais depressa ao molhe Sul. Criticou igualmente o facto de se ter ordenado desde logo a execução das terraplanagens para a segunda via, que provavelmente só muito mais tarde, ou mesmo nunca, seria construída, pelo que nessa altura só seria necessário fazer as expropriações para uma futura duplicação da linha.
Em 1933, surgiu uma questão sobre como deveria ser feita a estação de São Mamede de Infesta, tendo a Gazeta dos Caminhos de Ferro defendido a opção de construir uma passagem superior sobre a estrada nacional. Em 1 de Maio de 1933, a Gazeta dos Caminhos de Ferro noticiou que a Comissão Administrativa do Fundo Especial de Caminhos de Ferro tinha aprovado várias obras a executar nas linhas em construção, incluindo a da Cintura do Porto.
O primeiro troço, entre Leixões-Serpa Pinto e Leixões, foi inaugurado em 20 de Julho de 1938. As obras terminaram em 15 de Setembro de 1938, tendo a linha sido totalmente aberta à exploração em 18 de Setembro, incluindo a concordância entre São Gemil e Ermesinde. A inauguração da linha coincidiu com a construção da doca n.º 1 do Porto de Leixões.
Foi construída em via única, embora com plataforma de via já preparada para duplicação, e foram instaladas desde logo as estações de São Gemil, São Mamede de Infesta, Leça do Balio, e Leixões. Com a inauguração da Linha de Cintura do Porto, o Porto de Leixões pôde assumir em pleno a sua função como uma infra-estrutura portuária, sem as limitações do Ramal de Matosinhos, que tinha sido, até essa altura, a única ligação à rede ferroviária.

### Décadas de 1960 e 1970
Na década de 1960, a Linha de Leixões, como a maior parte das vias férreas em Portugal, tinha perdido algum protagonismo no transporte de mercadorias, uma vez que as políticas governamentais anteriores não tinham favorecido o caminho de ferro como meio privilegiado para acesso aos grandes pólos industriais, como o de Leixões.
Em 29 de Dezembro de 1971, a Administração Geral do Porto de Leixões e a Companhia dos Caminhos de Ferro Portugueses reuniram-se para discutir a expropriação de parte dos terrenos que a companhia possuía na zona portuária, e que eram necessários para a expansão do porto.

### Décadas de 1980 e 1990

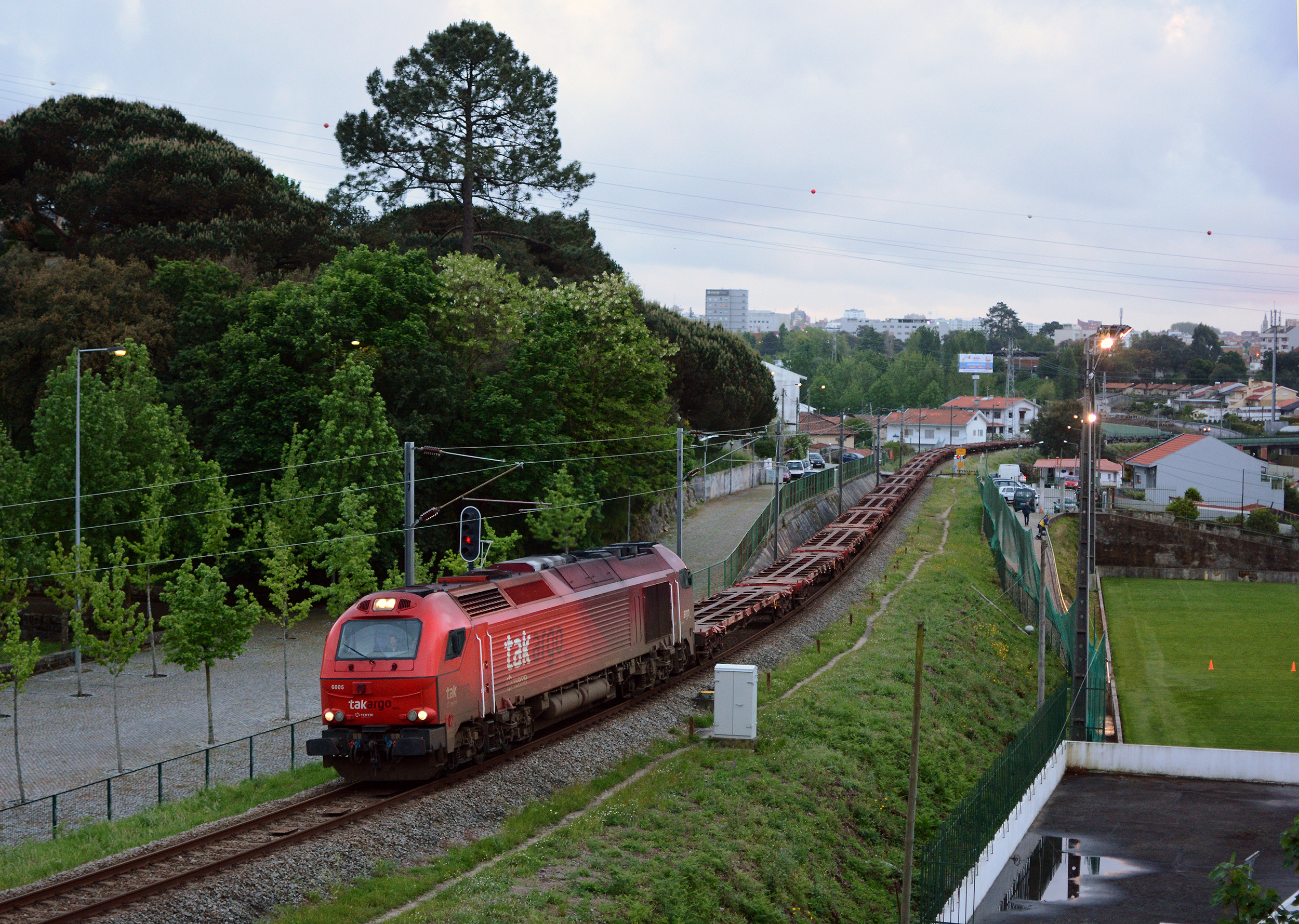
Comboio de contentores com destino a Leixões, em 2016.

Os serviços de passageiros na Linha de Leixões foram encerrados em 1987, passando a estar totalmente dedicada apenas ao transporte de mercadorias.
Em finais da década de 1980, a operadora Caminhos de Ferro Portugueses lançou um grande programa de desenvolvimento do transporte ferroviário suburbano nas cidades de Lisboa e do Porto, através da renovação e electrificação da via férrea, remodelação das estações, e instalação de novos sistemas de sinalização e de controlo de tráfego. As duas zonas do programa estavam divididas em várias fracções, tendo o Projecto 7 correspondido à modernização da Linha de Leixões. Estava planeada a renovação integral e a electrificação da via férrea tanto na linha principal como na concordância até Ermesinde, de forma a prescindir da reversão do material circulante em Contumil, e a supressão de várias passagens de nível. A Linha de Leixões também deveria ser suprida de sistemas de sinalização electrónica, que seria controlada a partir de um Posto Central de Telecomando, no sistema Centralized traffic control, a ser construído na estação de Campanhã. Em 1993, foi terminado o programa para a construção de passagens desniveladas, que custou mais de um milhão de contos, e que incluiu as pontes de Nau Vitória, Rebordãos, Arroteia, Recarei de Baixo e Picoutos. Em 1996, estava em curso a empreitada para a renovação e electrificação das vias férreas, no valor estimado de 5.000.000 contos, esperando-se nessa altura a sua conclusão até aos finais de 1996. No entanto, a electrificação da linha de Leixões só foi concluída em 1998. O projecto 8, relativo ao lanço entre Campanhã e Contumil da Linha do Minho, previa a construção de novas vias férreas, incluindo duas de serviço que iriam permitir o acesso directo à Linha de Leixões e ao estaleiro para tratamento de composições de longo curso, em Contumil. Também se previa que estas obras estivessem totalmente concluídas nos finais de 1996.
Entretanto, em 1993 iniciou-se o eixo Transibérico, para o transporte de mercadorias por via férrea de Leixões até Lisboa e Barcelona.

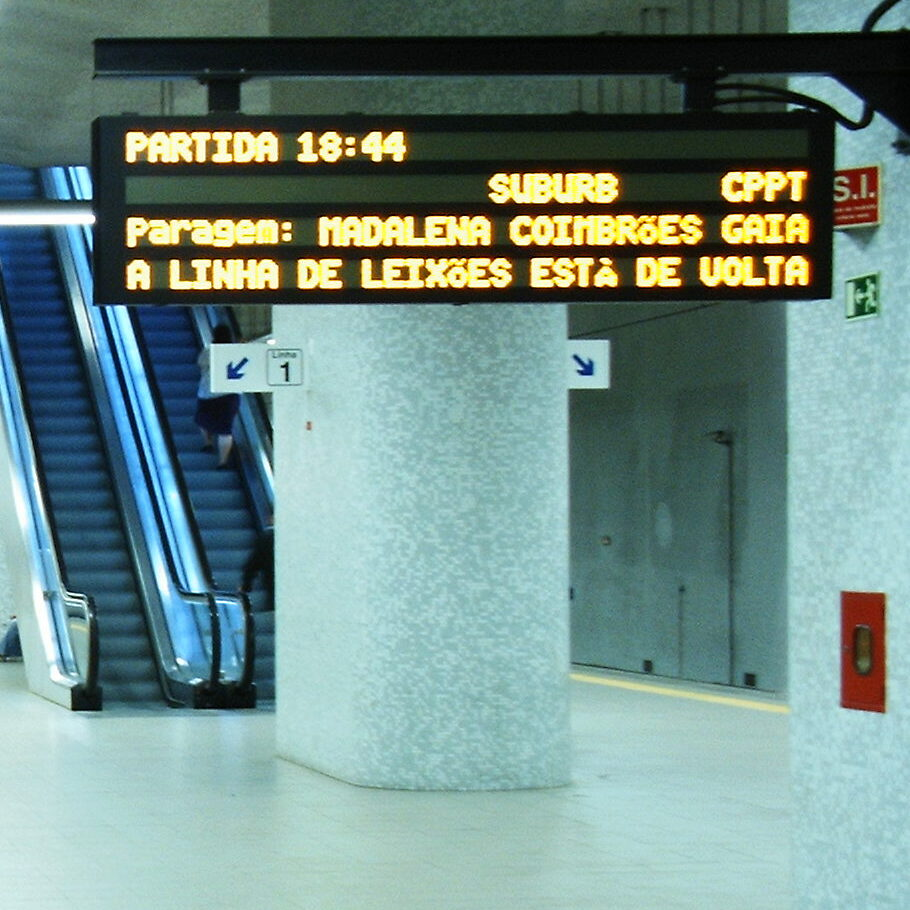
«A Linha de Leixões de volta»: Promoção do novo serviço de passageiros no apeadeiro de, em 2009.

### Décadas de 2000 e 2010
Culminando um processo que se iniciara em 2005, no dia 22 de Maio de 2009, a CP Porto, a REFER, a Administração do Porto de Leixões e a Câmara Municipal de Matosinhos assinaram os protocolos para o relançamento do serviço ferroviário de passageiros na Linha de Leixões a partir de Setembro. Foi anunciado que numa primeira fase os comboios circulariam na Concordância de São Gemil e na Linha de Leixões entre Ermesinde (Valongo) e Leça do Balio (Matosinhos), com paragens intermédias em São Gemil, (na Maia) e São Mamede de Infesta, (em Matosinhos). Posteriormente os comboios seguiriam até Leixões, onde seria reconstruída a estação para assegurar ligação ao transporte marítimo, ao Metro do Porto, aos autocarros, e ao transporte individual. Nesta segunda fase, seriam também construídas novas estações e apeadeiros, para melhor servir a procura potencial deste novo serviço — em locais que existiam no passado, como Pedrouços (na Maia), e Arroteia e Custió-Araújo (em Matosinhos), e novas estações, como São João, próximo do hospital e da estação do Metro do Porto com o mesmo nome, entre Pedrouços e Infesta. Porém, em 1 de Fevereiro de 2011 foi novamente encerrado o serviço de passageiros, alegadamente devido à reduzida procura.

### Década de 2020
Após em ter terminado o serviço de passageiros de 2009-2011, durante a década seguinte surgiram algumas ideias para poder aproveitar novamente a linha com este intuito.
A proximidade da linha com algumas estações de metro do Porto, como a estação do Hospital São João, faz da linha de Leixões uma potencial nova interface para o movimento de passageiros e recursos por toda a cidade do Porto e territórios servidos pelo metro do Porto — como Matosinhos, São Mamede de Infesta, Pedrouços ou Ermesinde, possibilitando uma melhor ligação ao pólo da Asprela da Universidade do Porto e ao Porto de Leixões. Um estudo realizado pela Trenmo em 2019 revelava a potencial utilidade em reabrir a linha a passageiros, para colmatar necessidades a nível de transporte para os passageiros das zonas limítrofes do Porto, assim como para um maior desenvolvimento económico. Foi também alvitrado o uso da linha, acrescentada de uma extensão de alguns quilómetros e de uma nova estação, para que fosse possível incluir no serviço Alfa Pendular uma conexão ao aeroporto do Porto. (Uma proposta diferente, em artigo de opinião publicado pelo Jornal de Notícias em 2020, preconizava «a rentabilização e melhor uso das infraestruturas pertencentes à linha» convertendo-a para integração no metro do Porto, deixando em aberto a questão do transporte de mercadorias.)
Continuaram na década de 2020 apelos à reabertura do serviço de passageiros, promovidos, entre outros, por empresários locais. A 21 de Março de 2024, foi assinado um protocolo para reabrir a linha ao transporte de passageiros ainda em 2024. Numa fase inicial, o novo serviço de passageiros ligaria Ovar a Leça do Balio (via Contumil), contando com a inauguração de dois novos apeadeiros. A reabertura do tráfego de passageiros na linha estava prevista para 9 de fevereiro de 2025, e incluiu a reposição de interfaces encerradas em 2011 (nomeadamente o apeadeiro de Arroteia) e a criação do novo apeadeiro do Hospital São João. Como previsto, no dia 9 de Fevereiro foram retomados os serviços ferroviários de passageiros na Linha de Leixões, servindo as estações e apeadeiros de Contumil, São Gemil, Hospital de São João, São Mamede de Infesta, Arroteia e Leça do Balio, e ligando a Porto-Campanhã. Nos casos dos apeadeiros de Arroteia e do Hospital de São João, foram construídas novas interfaces de raiz.

## Leitura recomendada
- Vias de Ferro - A Gestão da Infra-estrutura Ferroviária em Portugal. Lisboa: Rede Ferroviária Nacional E. P. 2006
- ANTUNES, J. A. Aranha;  et al. (2010). 1910-2010: o caminho de ferro em Portugal. Lisboa: CP-Comboios de Portugal e REFER - Rede Ferroviária Nacional. 233 páginas. ISBN 978-989-97035-0-6
- CERVEIRA, Augusto; CASTRO, Francisco Almeida e (2006). Material e tracção: os caminhos de ferro portugueses nos anos 1940-70. Col: Para a História do Caminho de Ferro em Portugal. 5. Lisboa: CP-Comboios de Portugal. 270 páginas. ISBN 989-95182-0-4
- VILLAS-BOAS, Alfredo Vieira Peixoto de (2010) [1905]. Caminhos de Ferro Portuguezes. Lisboa e Valladollid: Livraria Clássica Editora e Editorial Maxtor. 583 páginas. ISBN 8497618556
- ALVES, Jorge Fernandes (2003). Leixões: identidade e memória de um porto. Leixões: Administração dos Portos do Douro e de Leixões. 20 páginas. ISBN 972-9051-12-7